# Mercedes-Benz OE 302
Der Mercedes-Benz OE 302 war ein Hybridomnibus der Daimler-Benz AG, der im September 1969 auf der IAA vorgestellt wurde. Er war der erste Hybridomnibus überhaupt und basierte auf dem Mercedes-Benz O 302. Mindestens 25 Exemplare wurden gebaut. Im Dezember 1969 lagen keine Ankündigungen von Daimler-Benz vor, das Fahrzeug in Serie bauen zu wollen. Die Gesellschaft für elektrischen Straßenverkehr (GES) setzte den OE 302 im praxisnahen Testbetrieb ein. Im Laufe des Testbetriebes zeigte sich, dass der OE 302 einen höheren Primärenergiebedarf als ein konventioneller Dieselomnibus hatte, auch die Betriebskosten waren größer.

## Beschreibung und Technik
Der OE 302 war zweiachsig, elf Meter lang und hatte eine maximal zulässige Gesamtmasse von 16 Tonnen. Er war in einer hellen Farbe lackiert und trug die Aufschrift „Mercedes-Benz Elektro-Versuchsbus“. Konzipiert war er als Hochflurstadtomnibus. Die Karosserie war selbsttragend. Angetrieben wurde er von einer aktiv luftgekühlten Kommutatormaschine mit einer Nennleistung von 115 Kilowatt und einer Spitzenleistung von 150 Kilowatt. Sie war hinter der starren Hinterachse eingebaut, mit einem Untersetzungsgetriebe verblockt und mit einer kurzen Antriebswelle mit dem Hinterachsdifferenzial verbunden. Im Heckbereich hinter der Kommutatormaschine war der Dieselmotor quer eingebaut, ein flüssigkeitsgekühlter Reihenvierzylinderviertaktmotor mit Direkteinspritzung des Typs Mercedes-Benz OM 314 mit einem Hubraum von 3758 Kubikzentimetern und einer Leistung von 48 Kilowatt. Sofern der Omnibus in Stadtrandgebieten fuhr, wurde der Dieselmotor zugeschaltet, um die Reichweite zu erhöhen. Dabei wurde er mit konstanter Drehzahl im optimalen Kennfeldbereich betrieben. Im Unterboden waren fünf Akkublöcke mit einer Masse von je 500 Kilogramm eingebaut, die je 189 Zellen und eine Gesamtspannung von 380 Volt hatten. Sie konnten bis zu 91 kWh (327,6 MJ) Energie speichern. Ihre Lebensdauer sollte 1500 Zyklen betragen, wenn sie täglich einmal entladen wurden. Sie ermöglichten eine Höchstgeschwindigkeit von 70 km/h und eine Reichweite von rund 55 Kilometern, wenn im Linienbetrieb mit 400 Metern Haltestellenabstand gefahren wurde. Auch die Akkumulatoren waren aktiv luftgekühlt. Im Frontbereich des OE 302 war ein elektrisch angetriebener Luftpresser mitsamt Pumpe für die Servolenkung eingebaut. Darüber hinaus hatte der Autobus eine Rekuperationsbremse. Ein Wagen wurde 1974 versuchsweise für den kombinierten Oberleitungs- und Batteriebetrieb adaptiert und verkehrte als solcher bis 1978 beim Oberleitungsbus Esslingen am Neckar.